# Baoguang si
Baoguang si (chiń. 宝光寺; pinyin: Bǎogūangsì; pol. Klasztor Drogocennego Światła) – chiński klasztor buddyjski związany ze szkołą chan.

## Historia klasztoru
Uważa się, że klasztor powstał w czasie panowania Wschodniej dynastii Han, około 1900 lat temu, pomiędzy 25 a 220 r. Obecnie znajduje się ok. 20 km na północ od Chengdu, w dzielnicy Xindu i zajmuje powierzchnię 10 ha (100000 m²), przy czym same budynki zajmują około 30000 m². Jest jednym z czterech wielkich klasztorów położonych blisko rzeki Jangcy. Nosił nazwę Dashi si. Aktualna nazwa klasztoru pochodzi z ok. 880 r. Została nadana przez cesarza Xizonga, który przebywał w tym klasztorze, gdy uciekł przed rebelią Huang Chao z Chang’anu i zatrzymał się w tym klasztorze. Cesarz podobno zobaczył "święte światło" bijące ze szczytu pagody. Jednak według tekstu na steli odkrytej w klasztorze w roku 1996 wynika, że zmiana nazwy klasztoru na Baoguang nastąpiła w 741 r., a więc przypisywanie zmiany nazwy cesarzowi może należeć po prostu do legendy.
W pierwszym okresie istnienia klasztor ten nie był zbyt znany. Po raz pierwszy wspomina się o nim w tekstach z okresu panowania dynastii Tang.
Baoguang si był kilkakrotnie odnawiany, niszczony i odbudowywany. Gdy cesarz przebywał w nim w 880 r. klasztor został odnowiony i rozbudowany. Po raz pierwszy został zniszczony w 1200 r. Został odbudowany na początku okresu Ming. Potem został odnowiony - prace były sponsorowane przez Yanga Tinghe and Yanga Shengyana. Pod koniec panowania Mingów i na początku panowania Qingów został spalony. Po raz kolejny został odbudowany w 1670 r. przez 35 mistrza chan szkoły linji nazwiskiem Yinmi. Za cesarzy Kangxi (pan. 1661-1722) i Guangxu (pan. 1875-1908) z dynastii Qing został całkowicie odnowiony. Został wtedy zaliczony do czterech najświetniejszych klasztorów w Chengdu (obok Wenshu yuan, Shaojue si i Caotang si) oraz do czterech wielkich klasztorów rzeki Jangcy (obok Wenshu yuan w Chengdu, Jinshan si w Zhenjiang i Gaowen si w Yangzhou.
W 1109 r. 11 mistrz chan w linii szkoły linji wygłosił mowę, której podobno słuchały tysiące ludzi.
16 sierpnia 1956 r. klasztor znalazł się w pierwszej grupie Dziedzictwa Historycznej i Rewolucyjnej Kultury Syczuanu. 7 lipca 1980 ponownie znalazł się tej liście, a 25 czerwca 2001 został już potraktowany jako główny obiekt dziedzictwa Syczuanu.

## Obiekty klasztoru
Cały kompleks został wybudowany z drewna i kamieni wzdłuż typowej osi południe-północ. Klasztor ma 16 dziedzińców, 5 głównych budynków oraz kilka innych, pagodę, wieżę dzwonu i wieżę bębna. Przy centralnej osi klasztoru znajduje się mur (zhaobi) ze znakiem "fu" (szczęście), następnie brama klasztoru, pawilon Maitreji, pawilon Niebiańskich Królów (Obrońców), pagoda śarir, budynek Siedmiu Buddów, pawilon sutr i wzgórze Zixia. Po obu stronach znajdują się: wieża dzwonu i wieża bębna, budynek Arhatów, budynek dla gości, refektarz, budynek medytacji i kilka innych. W wielu świątyniach znajduje się ponad 400 kamiennych filarów.
- Budynek Arhatów - pochodzi z okresu Qing. Wewnątrz znajduje się 518 dwumetrowych rzeźb arhatów oraz 59 posągów buddów i bodhisattwów. Dwa posągi arhatów przedstawiają cesarzy Kangxi i Qianlonga. Wszystkie posągi arhatów są zindywidualizowane, mają różne pozy i są kolorowo pomalowane. Budynek jest największym z wykonanych z ziemi budynków w Chinach. Jest uważany za jeden z czterech najwspanialszych budynków arhatów w Chinach. Na środku sali stoi posąg bodhisattwy Guanyin posiadający 28 głów, 56 rąk i 196 oczu.
- Sheli ta (chin. 舍利塔) - pagoda śarir (znana także jako Baoguangsita). Jest to jedyny budynek klasztoru, który pochodzi z okresu Tang. Pagoda została wybudowana w latach 862-888. Ta kwadratowa trzynastokondygnacyjna budowla ma 30 m wysokości. Pierwsza kondygnacja (parter) jest znacznie wyższa od pozostałych poziomów. Okapy górnych kondygnacji są zadarte do góry, a z ich rogów zwieszają się miedziane dzwonki. Szczyt pagody jest pokryty złotem, a każda z czterech ścian na każdym poziomie zawiera trzy wyobrażenia Buddy także pokryte złotem. Niedługo po jej wybudowaniu górna część pagody częściowo się zawaliła. W okresie Ming zawaloną część odbudowano, jednak od siódmej kondygnacji w górę jest ona pochylona w stronę zachodnią. Pagoda ochrania 13 relikwii (śarira)[2]
- Budynek Siedmiu Buddów - został wybudowany przez Zhenyina w 1861 r. U podstawy tej świątyni wyrzeźbiono dwa smoki, które są jedyną pozostałością z okresu panowania cesarza Xizonga. Posągi buddów mają od 3 do 4 metrów wysokości; są to buddowie Guangming, Duobao, Baosheng, Miaose, Guangbo, Libu i Emituo. Oprócz tych posągów znajduje się tam jadeitowy śpiący Budda, który jest darem buddystów z Birmy z 1991 r.
- Budynek Siakjamuniego - pochodzi z okresu Qing i był kilkakrotnie odnawiany. Strop wspiera się na 42 kamiennych filarach. Wewnątrz znajduje się posąg Buddy, a po jego bokach stoją figury jego dwu uczniów Ānandy i Mahakaśjapy. Nad wejściem do tej świątyni znajdują się dwie maksymy: „Nie panowanie jest najlepszym panowaniem; nie rozwiązanie jest najlepszym rozwiązaniem”.
- Budynek medytacji - położony jest we wschodniej części kompleksu i liczy 10 m wysokości. Znajduje się tu także 5-metrowa, pochodząca z okresu Qing i wyrzeźbiona z jednej dużej skały - stupa. Trzem rzeźbiarzom wykonanie jej zajęło trzy lata. Sala medytacji używana była przez Szkołę Czystej Krainy.
- Pawilon "antyczny" - położony jest w zachodniej części klasztoru. Zawiera interesujące zbiory: tablicę wyrytą w 540 r., zwoje od króla Tajlandii z 1906 r., cztery relikwie (śarira) ze Śri Lanki, malunki i kaligrafie takich słynnych artystów chińskich jak Tang Bohu, Zhu Zhishan i Zhang Daqian.
- Budynek sutr - jest to największy budynek klasztoru. Jego wymiary: 13 m wysokości i 40 m szerokości. Górna jego część przechowuje ponad 7000 zwojów drogocennych sutr, w tym 43 woluminy pochodzące z Dunhuangu. W budynku znajduje się także posąg 1000-rękiej bodhisattwy Guanyin[3].
- Cennym obiektem klasztornym jest kamienna tablica, na której wyrzeźbiono 1000 postaci Buddy. Pochodzi ona z 540 r[4].

## Adres klasztoru
81 Baoguang Jie, Xindu District, Chengdu

## Źródła i bibliografia
- Holmes Welch. The Practice in Chinese Buddhism 1900-1950. Harvard University Press. Cambridge, 1967. Str. 568.
- [Harper (2007), 765]
- XinDu BaoGuang Monastery. baoguangsi.org. [zarchiwizowane z tego adresu (2009-11-30)].
- http://www.nimatour.com/TravelGuide/File/200810161502.html
- http://en.0430.com/cn/web49481/